# نيكيسياني
نيكيسياني (Νικήσιανη) هي مدينة في كافالا في مقاطعة فوريا إلادا في اليونان.